# Angel (Aerosmith)
Angel è un singolo del gruppo musicale statunitense Aerosmith, estratto dall'album di successo Permanent Vacation del 1987. Il brano è stato scritto dal cantante Steven Tyler e dal collaboratore esterno Desmond Child. Ha raggiunto rapidamente la posizione numero 3 della Billboard Hot 100, diventando temporaneamente il singolo di maggior successo degli Aerosmith, superato poi dal primo posto di I Don't Want to Miss a Thing nel 1998.

## Struttura
Si tratta di una power ballad che incorpora molte caratteristiche delle classiche ballate rock, tra cui chitarre presenti di Joe Perry e Brad Whitford, pianoforti e suoni di violino (dalla tastiera), una testo molto emotivo da parte di Steven Tyler, un ritmo forte del bassista Tom Hamilton, e ritmi costanti del batterista Joey Kramer.
La canzone è eseguita su scala maggiore.

## Video musicale
Il videoclip di Angel sottolinea prima il personaggio interpretato da Steven Tyler, che è come ipnotizzato da un angelo - presumibilmente la sua ex-fidanzata - e da varie scene in cui lui suona il pianoforte.
Gli altri membri della band si possono vedere mentre suonano i loro strumenti su strade cittadine, tra cui un notevole assolo di chitarra eseguito da Joe Perry su una strada rurale. Il video è stato diretto da Marty Callner.

## Formazione
- Steven Tyler - voce, pianoforte
- Joe Perry - chitarra solista, cori
- Brad Whitford - chitarra
- Tom Hamilton - basso
- Joey Kramer - batteria

Altri musicisti
- Drew Arnott - mellotron

## Curiosità
Steven Tyler ha pubblicamente parlato in maniera negativa della canzone in numerose occasioni. In un'intervista radiofonica del 1990, ha spiegato:
Per questo motivo, la canzone venne suonata sempre meno nei concerti del gruppo, ma appare comunque nel live A Little South of Sanity del 1998.
Nel concerto tenuto alla Fieramilano nel 2014, Steven Tyler ha accennato parte di Angel al pianoforte prima di eseguire Dream On.

## Classifiche
| Classifica (1988) | Posizione massima |
| ----------------- | ----------------- |
| Stati Uniti       | 3                 |

### Classifica di fine anno
| Classifica (1988) | Posizione |
| ----------------- | --------- |
| Stati Uniti       | 34        |